# Пак, Сергей Григорьевич
Серѓей Григо́рьевич Пак (23 мая 1930 года, Москва — 16 мая 2018 года) — советский и российский инфекционист, доктор медицинских наук, профессор, член-корреспондент РАМН (2000—2014), член-корреспондент РАН (2014). Заведующий кафедрой, заслуженный деятель науки РФ.

## Биография
Сергей Григорьевич Пак родился 23 мая 1930 года в Москве.
- 1948 год — поступил на лечебный факультет МГМУ имени Сеченова;
- 1954 год — окончил институт с отличием («красный диплом»).
  - Проходил клиническую ординатуру на кафедре инфекционных болезней, которой руководил создатель большой отечественной школы инфекционистов, академик АМН СССР, профессор К.В. Бунин.
- 1973 год — защита докторской диссертации.
- 1974 год — получение учёного звания профессора.
- 1975 год — создал кафедру инфекционных болезней санитарно-гигиенического факультета МГМУ имени Сеченова, которую и возглавил со дня её основания.
  - Возглавляемый Сергеем Григорьевичем профессорско-преподавательский коллектив кафедры занимался подготовкой высококвалифицированных медицинских кадров для страны: на кафедре обучаются студенты и слушатели 8 факультетов и курсов усовершенствования; кроме российских студентов, учащиеся иностранного факультета из разных стран получают знания по инфекционным болезням с преподаванием курса тропических болезней.
- 2014 год — член-корреспондент РАН.

Скончался 16 мая 2018 года. Похоронен на Востряковском кладбище Москвы (участок 117).

### Область научных интересов
Закономерности регуляции физиологических функций макроорганизма в процессе развития инфекционного процесса:
исследования в области молекулярных механизмов развития синдрома интоксикации при различных инфекционных заболеваниях (острых кишечных инфекциях, вирусных гепатитах, менингитах различной этиологии).

### Научные труды
Проведенные исследования были защищены 6 патентами; под руководством профессора С.Г. Пака было выполнено и защищено 10 докторских и 41 кандидатская диссертация; он — автор более 260 научных трудов, в их числе — 5 монографий:
- «Особенности компенсаторной реакции организма при сальмонеллезной интоксикации» (1987),
- «Сальмонеллез» (в соавторстве с М.А. Пальцевым и М.Х. Турьяновым, 1988),
- «Справочник молодого врача» (в соавторстве с Б.К. Данилкиным, 1997),
- «Поражение нервной системы при ботулизме» (в соавторстве с Я.Ю. Попелянским и М.А. Фокиным, 2000),
- «Пособие для практикующих врачей» (в соавторстве с Б.К. Данилкиным, 2004),

Им написаны 2 учебника по инфекционным болезням и эпидемиологии для студентов лечебных факультетов и высшего сестринского образования (в соавторстве с В.И. Покровским, Н.И. Брико): «Интоксикации у больных с брюшным тифом и вирусными гепатитами».

## Публикации
- Малов В.А., Пак С.Г. Эволюция взгляда на роль бактериальных липополисахаридов в патологии человека // Вестн. РАМН. 1997. - №8. — С. 33-38[5].
- Малов В.А., Пак С.Г., Суджян Е.В. Синдром интоксикации в инфекционной патологии: новый взгляд на старую проблему // Журн. микробиол., эпидемиол. и иммунобиол. 1994. -№5. - С. 105-109[5].
- Пак С.Г., Бродов Л.Е., Турьянов М.Х и др. Неотложные состояния в клинике пищевой токсикоинфекции // Тер. архив. М., 1979. - Т.1. - С.95-98[5].
- Пак С.Г., Малов В.А. Проблема интоксикации в инфекционной патологии. Патогенез, иммунология, клиника и диагностика инфекционных болезней. М.: Медицина, 1992. - С.55-62[5].
- Пак С.Г., Турьянов М.Х., Пальцев М.А. Сальмонеллез. М.: Медицина, 1988.-290 с[5].
- Палеев Н.Р. Миокардиты // В кн.: «Болезни сердца и сосудов» под ред. акад. Чазова Е.И. Москва. - 1992. - Т.2. - С. 178-198[5].
- Покровский В.И., Пак С.Г., Брико Н.И., Данилкин Б.К. Инфекционные болезни и эпидемиология. М.:ГЭОТАР-МЕД. - 2004. - 813 с[5].

## Личная жизнь
Жил в Москве.
 
Скончался 16 мая 2018 года.

## Награды
- Заслуженный деятель науки РФ.
- Медали:
  - «За трудовую доблесть»,
  - «За освоение целинных земель»,
  - медаль ордена «За заслуги перед отечеством II степени»,
- знак «Отличник здравоохранения»,
- лауреат премии Правительства Российской Федерации 2009 года в области образования[6]
- Серебряная медаль ВДНХ — за серию работ, установивших ведущую роль бактериальных липополисахаридов (эндотоксинов) в индукции синтеза простагландинов при кишечных инфекциях, играющих важную роль в развитии синдрома интоксикации. Эта же серия работ была защищена шестью патентами.
- многочисленные почётные грамоты.